# Precious (banda)
Precious foi uma girl band  pop  britânica, constituída por Louise Rose, Anya Lahiri, Sophie McDonnell, Kalli Clark-Sternberg e Jenny Frost. A banda obteve a fama quando foi escolhida para representar o Reino Unido em 1999 , com a canção "Say It Again" e tiveram êxito moderado até quando elas decidiram separar-se em 2000 e seguir as suas próprias carreiras.

## Biografia
A banda Precious foi fundada no final de 1998 pelas amigas Sophie McDonnell e Jenny Frost. Outros membros se juntaram ao grupo que foram : Anya Lahiri, Kalli Clark-Sternberg e Louise Rose. Louise ficou como vocalista da banda.
No ano seguinte a banda teve o seu auge. Em março de 1999, foram escolhidas para representar o Reino Unido no Festival Eurovisão da Canção 1999 que teria lugar em Jerusalém , Israel. A sua canção  "Say It Again" tornou-se popular e a banda foi capaz de conseguir um contrato com a EMI para lançar "Say It Again" como single em 17 de maio. Estreou-se no 6,º lugar no  UK singles chart. Na Eurovisão, não foram felizes, não indo além do 12º lugar, mas elas não desistiram e continuaram a sua carreira.
A banda lançaria o seu álbum de estreia auto-intitulado Precious. Ele tinha várias faixas, incluindo a canção "Say It Again" com compositores e produtores como, The Danish, Cutfather & Joe and Chris Porter. O álbum de estreia foi lançado em 20 de novembro de 2000.  O seu segundo single "Rewind", lançado a 20 de março de 1999. O seu terceiro single "It's Gonna Be My Way". O seu último single foi "New Beginning", lançado em 13 de novembro de 2000.
Nos finais de 2000, como o sucesso da banda estava diminuindo, as integrantes decidiram extinguir a banda e cada uma seguiu a sua própria carreira.

## Discografia
| Data                   | Título                | UK Singles Chart | Certificação |        |
| Álbuns                 | Álbuns                | Álbuns           | Álbuns       | Álbuns |
| ---------------------- | --------------------- | ---------------- | ------------ | ------ |
| 20 de novembro de 2000 | Precious              | —                |              |        |
| Singles                |                       |                  |              |        |
| 17 de maio de 1999     | "Say It Again"        | 6                | Prata        |        |
| 20 de março de 2000    | "Rewind"              | 11               |              |        |
| 26 de junho de 2000    | "Its Gonna Be My Way" | 27               |              |        |
| 13 de novembro de 2000 | "New Beginning"       | 50               |              |        |